# Francis Addington Symonds
Pour les articles homonymes, voir Symonds.
Francis Addington Symonds, né en 1893 à Southampton, dans le Hampshire, et mort en 1971, est un écrivain et journaliste britannique, auteur de plusieurs romans policiers.

## Biographie
On sait peu de choses de cet écrivain, sinon qu'il a exercé le métier de journaliste et qu'il a été un temps éditeur. « François Rivière a émis l'hypothèse - non vérifiée - qu'il s'agisse d'un descendant du critique anglais John Addington Symonds qui fut l'ami de Robert Louis Stevenson ». 
Dans les années 1920, Francis Addington Symonds fait partie de la « cohorte des auteurs qui ont composé la grande saga des Sexton Blake (en) », ce détective de fiction qui apparaît, entre 1893 et 1978, dans plus de 4000 histoires écrites par quelque 200 auteurs.
En parallèle, sous la signature Earle Danesford, il fait paraître des nouvelles dans divers magazines. Il conservera ce pseudonyme dans les années 1930 pour les enquêtes du limier Gable Keen.
Après la Seconde Guerre mondiale, il publie six romans policiers de plus haute qualité, dont Mon propre assassinat (Murder of Me, 1946), récit original d'un meurtre raconté du point de vue de la victime, et Un sourire assassin (Smile and Murder, 1954). En France, la collection Le Masque a par ailleurs publié Mise en pages (Stone Dead, 1961), le premier titre d'une série de trois romans consacrés aux enquêtes du superintendant Maxwell Quayne.

## Œuvre

### Titres signés Francis Addington Symonds

#### Romans

##### SérieSexton Blake
- The Golden Casket (1921)
- The Iron Claw (1921)
- The Valley of Fear (1921)
- The Case of the Twisted Trail (1922)
- The Red Dwarf (1922)
- By Order of the Soviet (1925)
- The Case of the Golden Stool (1925)
- Out of the Fog (1926)
- The Case of the Hold Up-King (1927)
- The Man from Australia (1928)

##### SérieSuperintendant Maxwell Quayne
- Stone Dead (1961) Publié en français sous le titre Mise en pages, Paris, Librairie des Champs-Élysées, coll. « La Masque » no 840, 1964
- Death Goes Window Shopping (1961)
- Spotlight on Murder (1962)

##### Autres romans
- Murder of Me (1946) Publié en français sous le titre Mon propre assassinat, Paris, Albin Michel, coll. « Le Limier » no 29, 1950
- Portrait of the Accused (1954)
- Smile and Murder (1954) Publié en français sous le titre Un sourire assassin, Paris, Éditions de Trévise,coll. « Le Cachet » no 6, 1960

#### Autres publications
- Teach Yourself Shorthand : an exposition of the Gregg system for self-tuition (1943)
- Teach Yourself Personal Efficiency (1949)
- Teach Yourself Commercial Correspondence (1949)
- The Johannesburg Story (1953)
- Christianity in Action : Real Life Stories of Ordinary People Who Have Demonstrated the Power of Christian Faith in Practice (1955)
- John Robert Gregg, the Man and His Work (1963)

### Titres parus sous le pseudonyme d'Earle Danesford

#### Romans

##### SérieGable Keen
- Get-His-Man Keen (1931)

##### Autre roman
- Ghost Island (1928)

#### Recueil de nouvelles

##### SérieGable Keen
- The Deductions of Gable Keen (1931)

#### Nouvelles isolées

##### SérieGable Keen
- Words and Music (1930)
- The Riddle of the Phantom Crime (1930)
- A Chinese Puzzle (1930)
- A Trip to Mars (1930)
- The Riddle of the Hat (1930)
- The Mystery of the Black Shapes (1930)

##### Autres nouvelles
- Aftermaths (1924)
- Oil of Cloves (1924)
- Prerogative of Mercy (1925)
- Backwoods Treasure (1925)
- Broken Trails (1926)
- Foes of the Footlights (1926)
- The Treasure Trap (1926)
- Nine Hours More (1926)
- Broken Trails (1926)
- The Brother of Sleep (1927)
- The Rolling Stone (1930)
- The Nightmare Planet (1930)
- The Secret of the Swamp Country (1936)
- The House of Riddles (1939)

## Sources

### Ouvrages
- Jacques Baudou et Jean-Jacques Schleret, Le Vrai Visage du Masque, vol. 1, Paris, Futuropolis, 1984, 476 p. (OCLC 311506692), p. 423.
- Anne Martinetti, "Le Masque" : histoire d'une collection, Amiens, Encrage, coll. « Références » (no 3), 1997, 143 p. (ISBN 978-2-906389-82-3).

### Article
- François Rivière, La Fiction policière, dans Europe no 571-572, 1976